# 钟离县
钟离县，中国古县名。
本春秋楚国邑，秦置县。治所在今安徽省凤阳县东北。三国魏废。西晋太康二年（281年）复置。东晋安帝时改名燕县。刘宋以后历为徐州、北徐州、楚州、西楚州及钟离郡和濠州治所。北齐复名。明洪武二年（1369年）改名中立县，不久即改临淮县。